# John Geddert
John Gerald Geddert (Michigan, 21 de diciembre de 1957 - Grand Ledge, 25 de febrero de 2021) fue un entrenador de gimnasia estadounidense. Entrenó a la campeona olímpica Jordyn Wieber y fue entrenador en jefe del Equipo Olímpico de Gimnasia de los Estados Unidos en Londres 2012. Fue socio durante mucho tiempo del delincuente sexual Larry Nassar. Geddert fue acusado de abuso físico, psicológico y abuso sexual antes de su suicidio. Un día después de que USA Gymnastics anunciara la suspensión de la membresía de Geddert en espera de la investigación de las acusaciones de abuso, Geddert se retiró del entrenamiento. Geddert se suicidó en 2021, poco después de ser acusado de 24 cargos penales, incluidos 20 cargos de trata de personas de un menor, un cargo de agresión sexual criminal en primer grado.

## Carrera como entrenador
Desde 1984, Geddert fue entrenador en jefe del Great Lakes Gymnastics Club en Lansing, Michigan donde trabajó por primera vez con Larry Nassar. En 1988, Geddert fue nombrado Entrenador Masculino del Año por la Federación de Gimnasia de los Estados Unidos en Michigan. Ganó el premio al Entrenador Regional del Año de la Federación en 1990 y 1991. Más tarde fue despedido del Great Lakes Gymnastics Club. En 1996, Geddert fundó el Club de Gimnasia Twistars USA en Dimondale. El club tiene una trastienda, donde Nassar trataba y abusaba sexualmente de atletas jóvenes con regularidad. En 2018, Geddert entregó la propiedad y la administración del gimnasio a su esposa, Kathryn, a raíz del escándalo de abuso sexual de Nassar.

## Quejas de entrenamiento
Muchas ex gimnastas han descrito el estilo de entrenamiento de Geddert como intenso, estricto y abusivo. Varias ex gimnastas han contado que Geddert les dijo repetidamente que se suicidaran. Era conocido por tirar artículos en su gimnasio cuando se enojaba. En una ocasión, Geddert empujó a una gimnasta con la fuerza suficiente para que ella sufriera un ojo morado, le rompieron los ganglios linfáticos del cuello y le desgarraron los músculos del estómago. En 2013, Geddert estaba bajo investigación criminal por su trato abusivo a las gimnastas. La oficina del fiscal del condado de Eaton declaró que había suficientes pruebas para acusar a Geddert, pero permitió que Geddert buscara asesoramiento. En diciembre de 2013, un ex empleado de Geddert se puso en contacto con USA Gymnastics para informarles del abuso de Geddert hacia sus atletas. USA Gymnastics declaró que abordaron las preocupaciones del autor de la carta con Geddert, aunque las acciones específicas de USA Gymnastics nunca se hicieron públicas. Geddert se retiró del entrenador el 23 de enero de 2018, un día después de que USA Gymnastics anunciara que estaba suspendido en espera de una investigación sobre su presunto abuso.

## Escándalo de abuso sexual
La asociación de Geddert junto con Larry Nassar, quien fue demandado por agredir sexualmente al menos a 150 mujeres y niñas, causó problemas legales a Geddert. Las estrechas relaciones personales y profesionales de Geddert y Nassar han llevado a algunos a sospechar que Geddert estaba al tanto del abuso de Nassar pero no hizo nada al respecto. Muchos exgimnastas y padres han afirmado que el ambiente intenso y abusivo que Geddert creó en su gimnasio permitió que Nassar, un médico tranquilo y aparentemente amable que regularmente se ofrecía como voluntario en el gimnasio de Geddert, preparara fácilmente a los gimnastas y se ganara su confianza. Varias gimnastas han admitido que Geddert creó un ambiente tan hostil que no pudieron acercarse a Geddert sobre el abuso. Al menos una ex gimnasta testificó que Geddert entró en una supuesta sesión médica mientras Nassar la penetraba digitalmente. El testigo declaró que Geddert bromeó sobre su lesión y salió de la habitación.
El 25 de febrero de 2021, Geddert se suicidó por una herida de bala autoinfligida en un área de descanso junto a la Interestatal 96 en Grand Ledge, Michigan. Esto sucedió pocas horas después de haber sido acusado de 24 delitos graves. Geddert enfrentaba 14 cargos de tráfico de personas-trabajo forzoso con resultado de lesiones, seis cargos de tráfico de personas de un menor para trabajo forzado y un cargo de cada uno de actividad criminal continua, conducta sexual criminal en primer grado, conducta sexual criminal en segundo grado y mentirle a un agente del orden público durante la investigación de un delito violento.